# Nestor productus
Nestor productus е изчезнал вид птица от семейство Папагалови (Nestoridae).

## Разпространение
Видът е разпространен в Норфолк.